# Dasyllina
Dasyllina is een vliegengeslacht uit de familie van de roofvliegen (Asilidae).

## Soorten
- D. fulvithorax Bromley, 1935